# Іванов Вічо
Вічо Дімов Іванов, болг. Вичо Иванов (*1901, Петров-Дол — †1979) — болгарський письменник, літературний та художній критик.

## Біографія
Під час навчання в Художній академії (1928–1931) дебютував у журналі «Болгарська думка», редактором якого був Міхаіл Арнаудов. Член БКП з 1944, директор Болгарського культурного центру в Варшаві в 1958–1964 роках. Міхаіл Арнаудов посвятив свою книгу «Хто для нас Іван Вазов» (1970) «Вічо Іванову — приятелю та письменнику». В архіві Арнаудова знаходяться рідкісні документи, що свідчать про близькі стосунки з Вічо Івановим.

## Бібліонграфія
- Шлях Василя Левскі на шибеницю. Отецъ Паісій (Пътят на Васил Левски до бесилката. Отецъ Паисий), 1935, 35 с.
- Там, де співає Влтава (Там, гдето пее Вълтава). София: Български писател, 1956, 90 с.
- Люди мистецтва (Хора на изкуството). София: Наука и изкуство, 1957, 233 с.
- Далеке і близьке (Далечни и близки). София: Български писател, 1968, 250 с.
- Ценко Бояджієв (Ценко Бояджиев). София: Български художник, 1968, 34 с.
- Майстри сцени (Майстори на сцената). София: Наука и изкуство, 1975, 148 с.